# NGC 7825
NGC 7825 (również PGC 1279700) – galaktyka spiralna (Sa), znajdująca się w gwiazdozbiorze Ryb. Odkrył ją John Herschel 25 września 1830 roku.